# Worp van Ropta
Worp van Ropta, ook wel Werp van Ropta (1504 - Metslawier, 28 november 1551) was een Fries bestuurder.

## Biografie
Van Ropta was een zoon van Focke van Ropta (1475-1512) en Graets van Eysinga (1479-1512). De familie Van Ropta verzette zich eerder tegen de Saksische machthebber en de stins Ropta te Metslawier werd dan ook door de Saksers ingenomen. Worp van Ropta erkende Karel V als heer waarvoor hij in 1539 benoemd werd tot grietman van Oostdongeradeel. In 1550 volgde de benoeming tot olderman van Dokkum door Jan van Ligne.

## Huwelijken en kind
Van Ropta was getrouwd met Bjuck Aebinga van Humalda (†1534), dochter van  Sjoerd van Aebinga en Bets van Mockema. Na haar overlijden hertrouwde hij met Anna Schenck van Toutenburg, een buitenechtelijke dochter van Georg Schenck van Toutenburg. Met Bjuck kreeg hij een dochter:
- Cunera van Ropta († 5 maart 1555), zij was de laatste telg uit het geslacht Van Ropta. Zij trouwde met Christoffel van Sternsee († 1 februari 1560), drost op de dwangburcht te Harlingen, grietman van Barradeel en ridder in de Orde van het Gulden Vlies. Hun zoon Carel werd genoemd naar Keizer Karel V, terwijl hun dochter Maria vernoemd werd naar landvoogdes Maria van Hongarije.

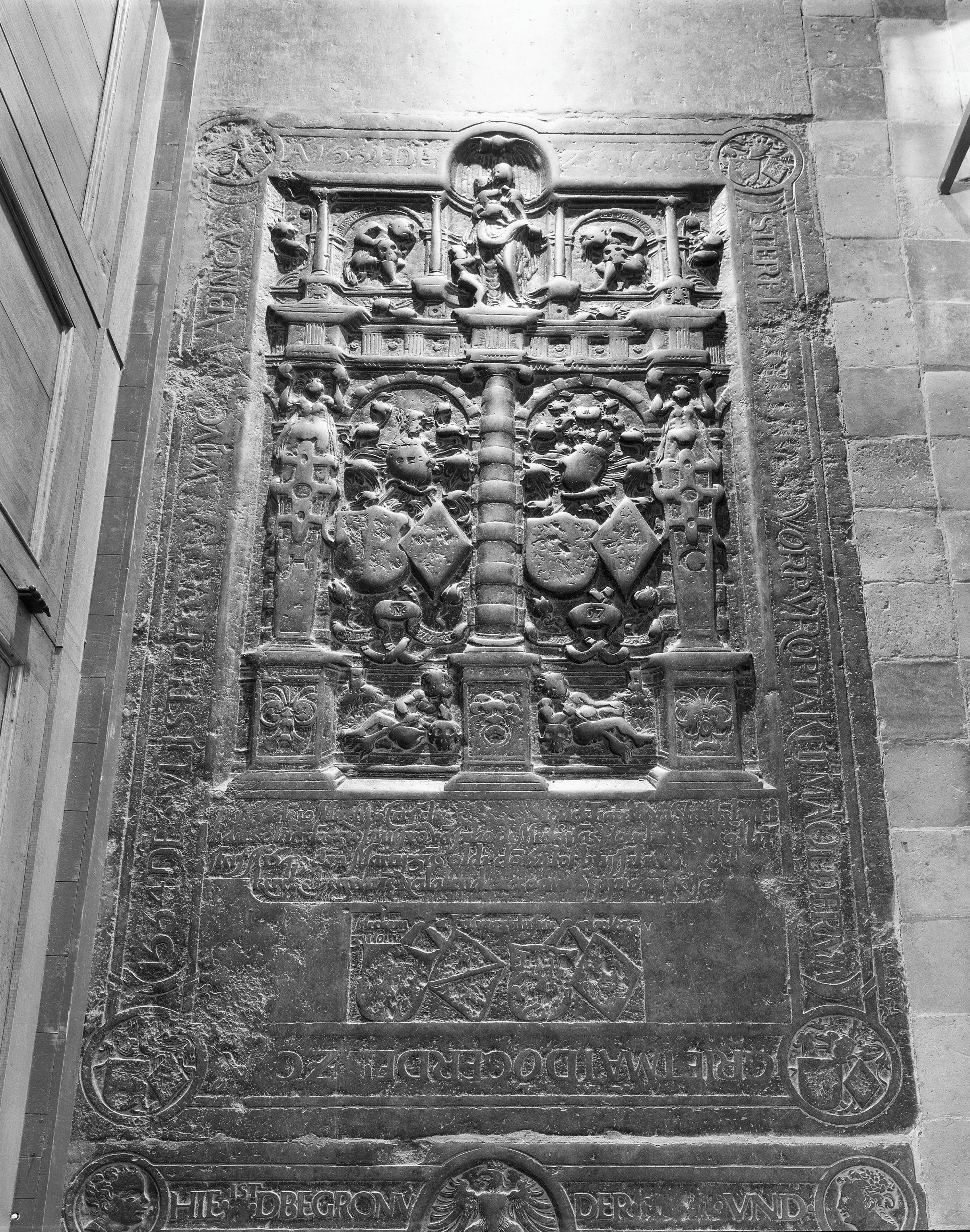
Grafzerk van Worp van Ropta en Bjuck Aebinga van Humalda in de kerk van Metslawier.
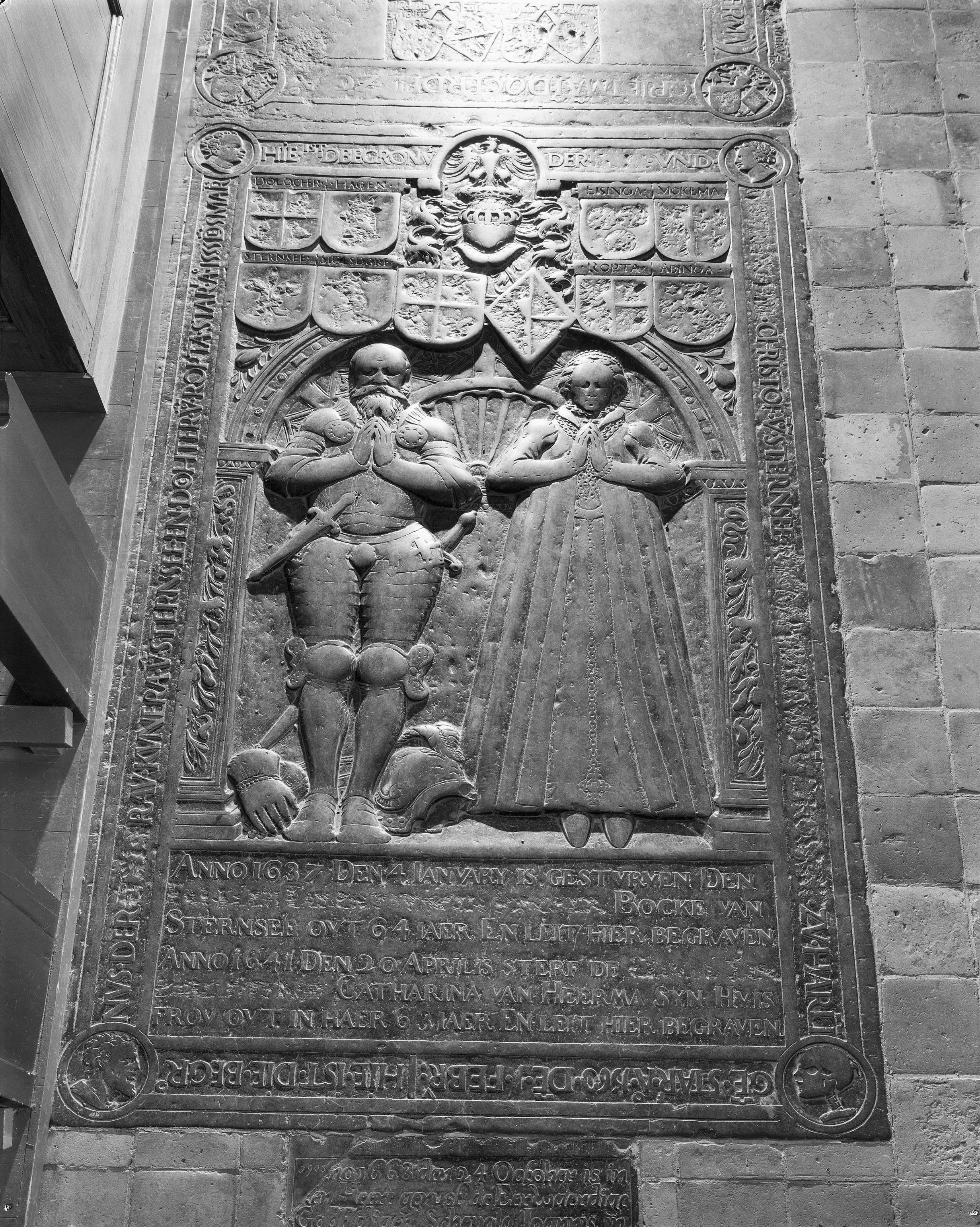
Portretzerk van Cunera van Ropta en Christoffel van Sternsee in de kerk van Metslawier.
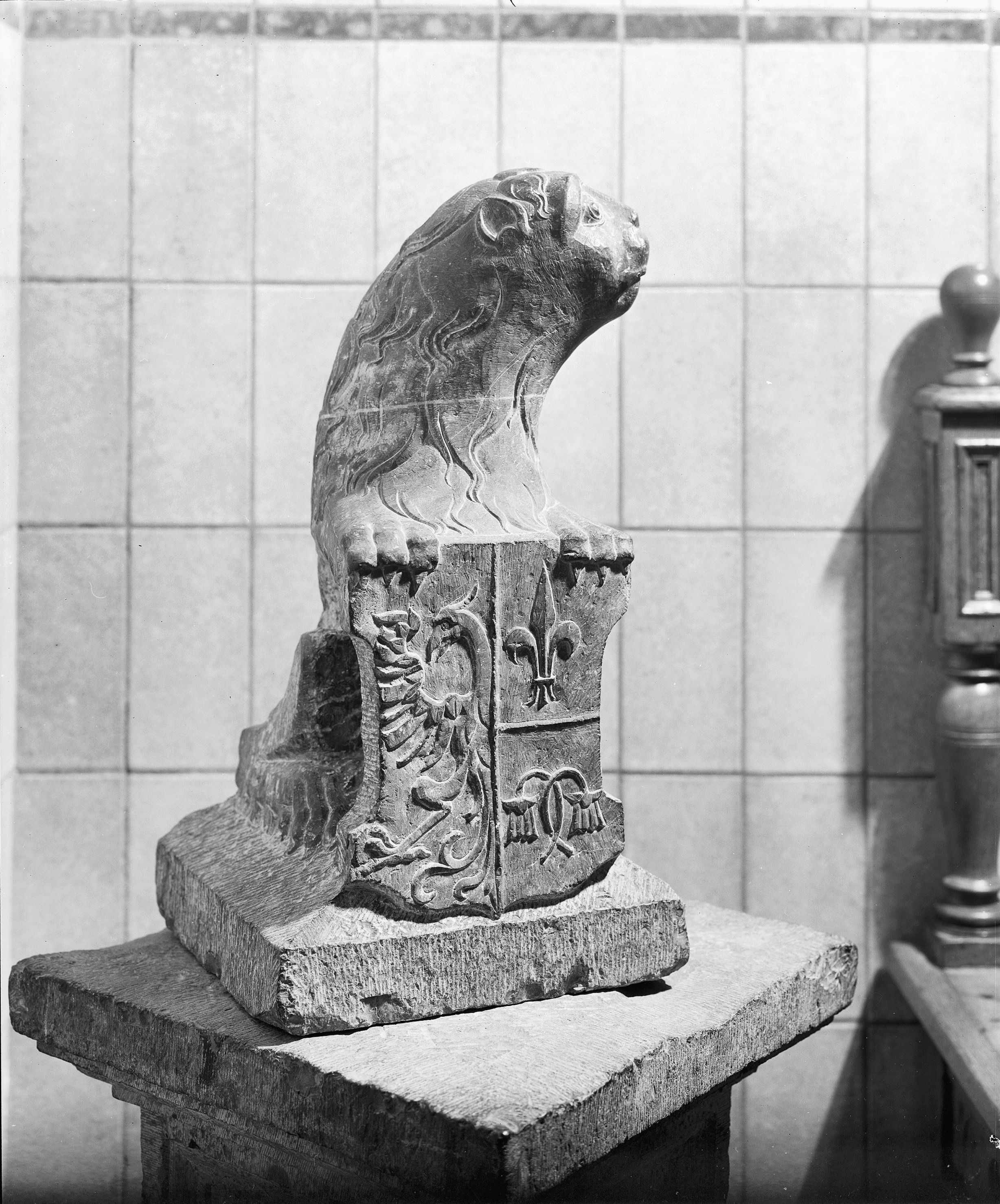
Gebeeldhouwde leeuw met het wapen Van Ropta.
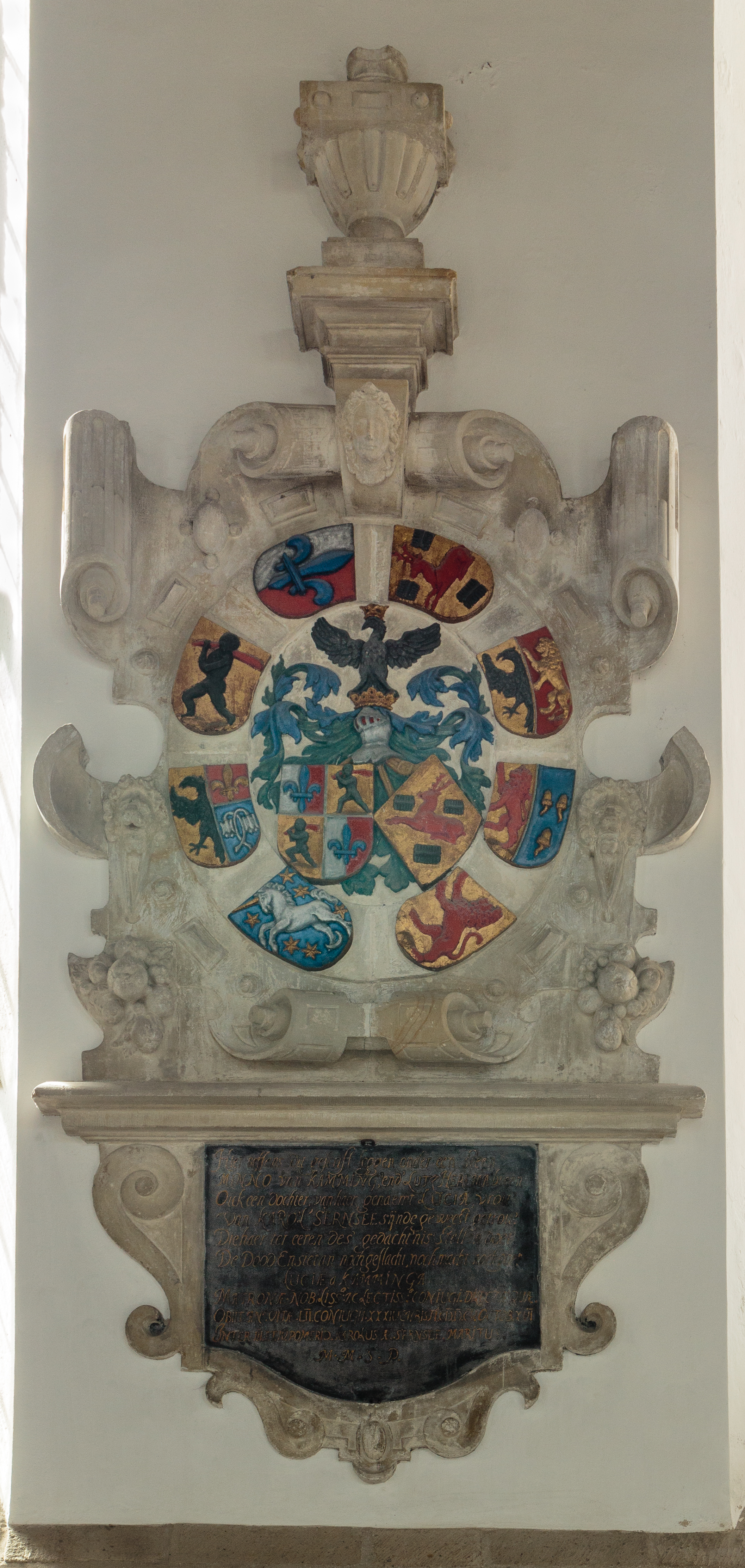
Epitaaf in de Martinikerk te Franeker voor Carel van Sternsee, zoon van Christoffel en Cunera. Hierop is ook het wapen Van Ropta zichtbaar.